# MOTEL RADIO SiXTY SiX
『MOTEL RADIO SiXTY SiX』（モーテル・レディオ・シックスティ・シックス）は、The Birthdayのミニ・アルバム。2008年7月9日発売。発売元はユニバーサルシグマ。

## 解説
初のミニ・アルバム。前作アルバム「TEARDROP」から10ヶ月ぶりの音源となった。アナログ盤は2009年1月28日発売。今作は初回・通常の区別はない。

## 収録曲
全曲作詞：チバユウスケ　作曲・編曲：The Birthday
1. カレンダーガール (5:38)
2. 6つ数えて火をつけろ (3:44)
3. ガーベラの足音 (3:37)
4. ラリー (6:26)
5. LUCCA (4:09)
6. ピスタチオ (4:09)
7. SHINE (8:43)